# Christopher Thompson
Pour les articles homonymes, voir Thompson et Christopher Thompson (homonymie).
Christopher Thompson, né le 13 août 1966 à New York, États-Unis, est un acteur, scénariste et réalisateur franco-américain.
Il a co-écrit des films pour sa mère, Danièle Thompson, ou encore avec Thierry Klifa. En 2010, il réalise son premier film, Bus Palladium. En 2021 sort son deuxième film, Tendre et Saignant.

## Biographie

### Vie privée
Il est le fils de Danièle Thompson et de son premier mari Richard Thompson, un financier américain, et le petit-fils de Gérard Oury. Il vit en couple avec l'actrice française Géraldine Pailhas et ils ont ensemble deux enfants Madeleine (née en 1999) et Marcel (né en 2002), acteur et réalisateur.

## Filmographie

### Acteur

#### Longs-métrages
- 1989 : La Révolution française de Robert Enrico : Saint-Just
- 1992 : L’Atlantide de Bob Swaim
- 1993 : Les Marmottes d’Élie Chouraqui
- 1994 : Délit mineur de Francis Girod
- 1994 : Giorgino de Laurent Boutonnat
- 1995 : Jefferson à Paris de James Ivory
- 1997 : Rimbaud Verlaine d’Agnieszka Holland
- 1998 : L’Heure des nuages d’Isabel Coixet
- 1999 : La Bûche de Danièle Thompson
- 2000 : San Bernardo de Joan Potau
- 2000 : Waiting de Patrick Hasson
- 2001 : La Défense Loujine de Marleen Gorris
- 2006 : Fauteuils d’orchestre de Danièle Thompson
- 2008 : Didine de Vincent Dietschy : Nicolas
- 2008 : Le code a changé de Danièle Thompson : Lucas
- 2017 : Tout là-haut de Serge Hazanavicius

#### Télévision
- 1990 : L'Enfant des loups de Philippe Monnier
- 1996 : Les Liens du cœur de Josée Dayan
- 1997 : Les Héritiers de Josée Dayan
- 1997 : Les Steenfort, maîtres de l'orge de Jean-Daniel Verhaeghe
- 1998 : Le Comte de Monte-Cristo , mini-série de Josée Dayan : Maximilien Morrel
- 2000 : Les Misérables de Josée Dayan
- 2001 : Lettre d'une inconnue de Jacques Deray
- 2001 : Zaïde, un petit air de vengeance de Josée Dayan
- 2011 : Bouquet final de Josée Dayan : Aurélien
- 2013 : Le Clan des Lanzac de Josée Dayan : Nicolas Lanzac
- 2017 : Capitaine Marleau : Double jeu de Josée Dayan : Charles Castillon
- 2021 : Nona et ses filles de Valérie Donzelli : Emmanuel
- 2025 : Capitaine Marleau, épisode La 7ème danse de Josée Dayan : Luc

### Scénariste

#### Longs-métrages
- 1999 : La Bûche de Danièle Thompson
- 2002 : Décalage horaire de Danièle Thompson
- 2004 : Une vie à t’attendre de Thierry Klifa
- 2006 : Fauteuils d’orchestre de Danièle Thompson
- 2006 : Le Héros de la famille de Thierry Klifa
- 2008 : Le code a changé de Danièle Thompson
- 2010 : Bus Palladium de Christopher Thompson
- 2011 : Les Yeux de sa mère de Thierry Klifa
- 2012 : Des gens qui s'embrassent de Danièle Thompson
- 2022 : Tendre et Saignant de Christopher Thompson

#### Télévision
- 2023 : Bardot de lui-même
- 2023 : Fortune de France de lui-même

### Réalisateur

#### Longs-métrages
- 2010 : Bus Palladium
- 2022 : Tendre et Saignant[1]

#### Télévision
- 2023 : Bardot
- 2023 : Fortune de France

## Théâtre
- 2000 : Glengarry de David Mamet, mise en scène Marcel Maréchal, théâtre du Rond-Point
- 2011 : L'Année de la pensée magique de Joan Didion, adaptation française Christopher Thompson et Thierry Klifa, théâtre de l'Atelier avec Fanny Ardant
- 2018 : Le Lauréat, adaptation française Christopher Thompson, théâtre Montparnasse

## Discographie
- 1993 : Christopher Thompson (album)

Note : Christopher Thompson a prêté sa voix à la chanson Agnus Dei de Mylène Farmer.

## Distinctions

### Récompenses
- Prix Lumières 2000 : Prix Lumières du meilleur scénario  pour La Bûche (avec Danièle Thompson)
- Prix Henri-Langlois 2011 : Révélation pour Bus Palladium décerné par Roman Polanski

### Nominations
- Césars 1993 : César du meilleur espoir masculin pour Les Marmottes d’Élie Chouraqui
- Césars 2000 : César du meilleur scénario original ou adaptation pour La Bûche (avec Danièle Thompson)
- Césars 2007 : César du meilleur scénario original ou adaptation pour Fauteuils d'orchestre (avec Danièle Thompson)